# Rosenheim (stacja kolejowa)
Rosenheim – stacja kolejowa w Rosenheim, w okręgu Górna Bawaria, w kraju związkowym Bawaria, w Niemczech. Znajdują się tu 4 perony.

## Stary dworzec

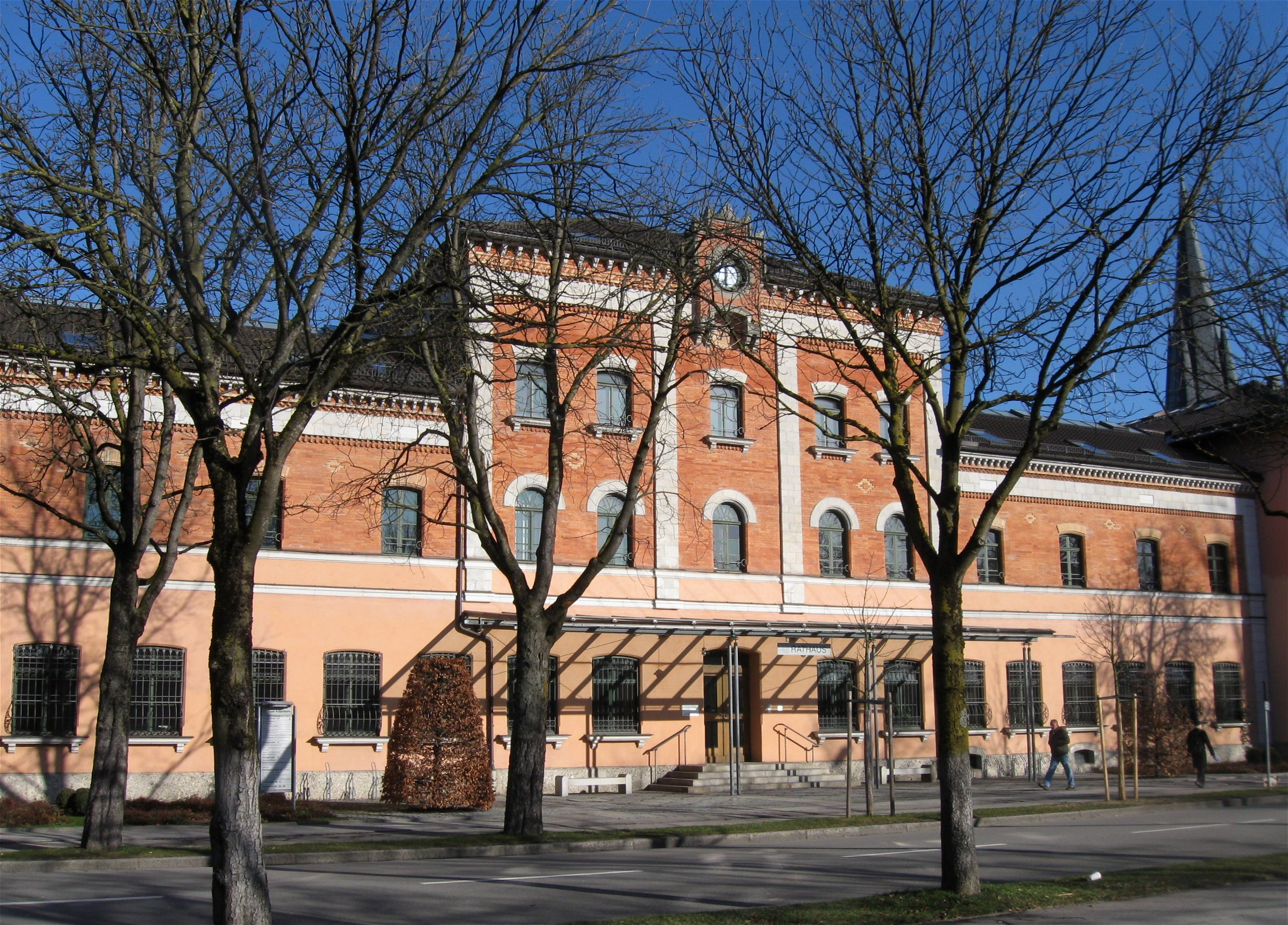
Ratusz, dworzec do 1876

Stary dworzec był wykorzystywany do 1876 r., jest obecnie ratuszem.